# Sejong the Great (lớp tàu khu trục)
Tàu khu trục lớp Sejong the Great hay lớp Sejong Đại đế (Hangul: 세종대왕급 구축함, Hanja: 世宗大王級驅逐艦), còn được gọi là KDX-III, là một lớp tàu khu trục mang tên lửa dẫn đường được sử dụng bởi Hải quân Hàn Quốc (ROKN).

## Tên gọi
Ngày 20 tháng 4 năm 2007, Tổng tham mưu trưởng Hải quân Hàn Quốc thông báo rằng tàu khu trục lớp KDX-III chiếc đầu tiên sẽ được đặt tên là Sejong Đại đế. Sejong Đại đế (Hangul: 세종대왕) là vị vua thứ tư của triều đại Joseon ở bán đảo Triều Tiên. Ông được ghi nhận là người sáng tạo ra hệ thống chữ viết bản địa của Hàn Quốc.

## Thiết kế và phát triển
Lớp Sejong the Great là giai đoạn thứ ba của chương trình Thử nghiệm Tàu khu trục Hàn Quốc (Korean Destroyer eXperimental - KDX), đây là một chương trình đóng tàu quan trọng, nhằm hướng tới mục tiêu nâng cao năng lực của Hải quân Hàn Quốc trong việc bảo vệ các khu vực hàng hải xung quanh nước này khỏi nhiều mối đe dọa khác nhau, cũng như trở thành một lực lượng hải quân nước xanh.
Với lượng giãn nước tiêu chuẩn 8.500 tấn và đầy tải là 10.000 tấn, KDX-III Sejong the Great là tàu khu trục lớn nhất của Hải quân Hàn Quốc và lớn hơn hầu hết các tàu cùng loại của hải quân nước khác. Nó được chế tạo cồng kềnh và nặng hơn một chút so với tàu khu trục lớp Arleigh Burke hoặc tàu khu trục lớp Atago để có thể mang thêm 32 tên lửa. Vì vậy, một số nhà phân tích cho rằng lớp tàu này nên được xếp loại vào tàu tuần dương. Tính đến năm 2010, KDX-III lô đợt II là tàu lớn nhất mang hệ thống chiến đấu Aegis.

## Vũ khí
Pháo chính của tàu Sejong the Great là hải pháo 127 mm/L62 Mark 45 Mod 4, đây là một phiên bản cải tiến của pháo Mark 45 được sử dụng trên tàu chiến của nhiều quốc gia đồng minh Mỹ. Vũ khí phòng thủ tầm gần bao gồm một pháo 30 mm Goalkeeper CIWS và một bệ phóng 21 đạn tên lửa RIM-116 Rolling Airframe Block 1. Vũ khí phòng không là tên lửa SM-2 Block IIIA và IIIB, được triển khai trong 80 ống phóng VLS Mark 41. SM-2 đã được bổ sung chế độ cảm ứng hồng ngoại (IR) giúp cải thiện khả năng đánh chặn.
Vũ khí tác chiến chống ngầm bao gồm tên lửa chống tàu ngầm K-ASROC Red Shark, có cùng hình dạng với ASROC của Mỹ, và 32 ngư lôi K745 Blue Shark. Khả năng chống tàu mặt nước được đảm nhiệm bởi 16 tên lửa chống hạm tầm xa SSM-700K Hae Sung (Sea Star), mỗi tên lửa có hiệu suất tương tự Harpoon của Mỹ. Vũ khí tấn công mặt đất sẽ do tên lửa Hyunmoo-3 phụ trách.
Các khẩu đội tên lửa trên Lô tàu đợt I
- Hệ thống phóng thẳng đứng: Tổng cộng 128 ô phóng
  - 48 ô phóng VLS Mk 41 (phía trước tàu)
  - 32 ô phóng VLS Mk 41 (phía sau tàu)
  - 48 ô phóng K-VLS (phía sau tàu)
- Giàn phóng tên lửa chống hạm:
  - 16 ống phóng (4 × giàn 4 ống) trang bị đạn tên lửa SSM-700K

Các khẩu đội tên lửa trên Lô tàu đợt II
- Hệ thống phóng thẳng đứng: Tổng cộng 88 ô phóng
  - 48 ô phóng VLS Mk 41 (phía trước tàu)
  - 16 ô phóng K-VLS (phía sau tàu)
  - 24 ô phóng K-VLS II (phía sau tàu)
- Giàn phóng tên lửa chống hạm:
  - 8 ống phóng (2 × giàn 4 ống) trang bị đạn tên lửa SSM-700K

## Khả năng
Lô tàu đợt I có hệ thống chiến đấu Aegis kết hợp với ăng-ten radar đa năng AN/SPY-1 D(V). Điều này giúp các tàu khu trục có khả năng theo dõi tên lửa phóng từ bất cứ nơi nào ở Triều Tiên. Khả năng này đã được chứng minh bằng việc theo dõi một tên lửa của Triều Tiên vào tháng 4 năm 2009.
Tàu khu trục lớp Sejong Đại đế thường được so sánh với lớp Arleigh Burke và lớp Atago vì chúng đều sử dụng radar đa năng AN/SPY-1D, hệ thống động cơ đẩy và nhiều tính năng tương tự nhau. Một điểm khác biệt đáng chú ý giữa Sejong Đại đế và Arleigh Burke là số lượng các ống VLS. Sejong Đại đế có sức chứa 128 tên lửa, còn Arleigh Burke và Atago mang theo 96 tên lửa. Do đó, Sejong Đại đế là một trong những lớp tàu chiến được trang bị vũ khí nhiều nhất thế giới, thậm chí nó còn mang nhiều tên lửa hơn tàu khu trục Type 055 của Hải quân Trung Quốc (112 ô phóng thẳng đứng). Sức chứa tên lửa của Sejong Đại đế chỉ đứng sau tàu chiến-tuần dương lớp Kirov của Liên Xô với 352 tên lửa (đã nạp đầy toàn bộ tên lửa).
Một điểm tương đồng khác của lớp Sejong Đại đế với Arleigh Burke Flight IIA và Atago là có đầy đủ cơ sở tiện nghi cho hai trực thăng, đây một khả năng không có ở các tàu Arleigh Burke phiên bản cũ và tàu lớp Kongō.

### Phòng thủ tên lửa đạn đạo
Tháng 8 năm 2016, báo chí đưa tin Hàn Quốc đang cân nhắc bổ sung tên lửa đánh chặn SM-3 cho các tàu lớp Sejong Đại đế để thực hiện nhiệm vụ phòng thủ tên lửa đạn đạo nhằm đáp trả những nỗ lực tăng cường năng lực tấn công tên lửa của Triều Tiên. Sự việc này diễn ra vài tháng sau quyết định triển khai hệ thống đánh chặn tên lửa THAAD của Mỹ trên lãnh thổ Hàn Quốc. Việc bổ sung SM-3 vào con tàu có thể yêu cầu cần phải nâng cấp phần mềm và phần cứng máy tính. Tháng 9 năm 2016, nhà sản xuất hệ thống Aegis là Lockheed Martin đã xác nhận 3 tàu Sejong Đại đế tiếp theo (Lô đợt II) sẽ có khả năng thực hiện "phòng thủ tên lửa và trên không tích hợp" (Integrated Air and Missile Defense - IAMD) để hỗ trợ cho các lực lượng đánh chặn tên lửa trên mặt đất của Lục quân Mỹ đóng tại Hàn Quốc. Trong khi ba chiếc trong lô đầu tiên được trang bị hệ thống Aegis Baseline 7 dựa trên các máy tính độc quyền cũ không thể thực hiện hoạt động IAMD, ba chiếc lô II sẽ được trang bị Aegis Baseline 9 kết hợp kiến trúc máy tính hiện đại cho phép radar AN/SPY-1D(V) thực hiện các nhiệm vụ tác chiến trên không và phòng thủ tên lửa cùng một lúc.
Tại MADEX 2019, Lockheed Martin báo cáo rằng các tàu mới sẽ được trang bị Aegis Baseline 9.C2 với biến thể phần mềm "KII" và hệ thống phòng thủ tên lửa đạn đạo Baseline 5, cho phép sử dụng tên lửa đánh chặn SM-3 Block IB. Radar đa năng vẫn là AN/SPY-1D(V). Radar 3D SPS-560K của LIG Nex1 sẽ được sử dụng để dẫn đường tên lửa K-SAAM.

## Danh sách tàu trong lớpSejong the Great
| Tên tàu                                    | Số hiệu      | Nhà máy đóng tàu                         | Hạ thủy              | Biên chế             | Tình trạng        |
| Lô tàu đợt I                               | Lô tàu đợt I | Lô tàu đợt I                             | Lô tàu đợt I         | Lô tàu đợt I         | Lô tàu đợt I      |
| ------------------------------------------ | ------------ | ---------------------------------------- | -------------------- | -------------------- | ----------------- |
| ROKS Sejong the Great / 세종대왕함         | DDG-991      | Hyundai Heavy Industries                 | 25 tháng 5 năm 2007  | 22 tháng 12 năm 2008 | Đang hoạt động    |
| ROKS Yulgok Yi I / 율곡 이이함             | DDG-992      | Daewoo Shipbuilding & Marine Engineering | 14 tháng 11 năm 2008 | 31 tháng 8 năm 2010  | Đang hoạt động    |
| ROKS Seoae Ryu Seong-ryong / 서애 류성룡함 | DDG-993      | Hyundai Heavy Industries                 | 24 tháng 3 năm 2011  | 30 tháng 8 năm 2012  | Đang hoạt động    |
| Lô tàu đợt II                              |              |                                          |                      |                      |                   |
| ROKS Jeongjo the Great / 정조대왕함        | DDG-995      | Hyundai Heavy Industries                 | 28 tháng 7 năm 2022  | 2 tháng 12 năm 2024  | Đang hoạt động    |
|                                            | DDG-996      | Hyundai Heavy Industries                 | Năm 2024             | Năm 2026             | Đang được chế tạo |
|                                            | DDG-997      | Hyundai Heavy Industries                 | Năm 2025             | Năm 2027             | Đang được chế tạo |

Ngày 10 tháng 10 năm 2019, Hyundai Heavy Industries (HHI) đã ký kết một thỏa thuận để đóng chiếc đầu tiên trong số 3 chiếc KDX-III lô II cho Hải quân Hàn Quốc. Theo thỏa thuận, HHI sẽ bàn giao chiếc đầu tiên vào tháng 11 năm 2024.